# Marie de Bretagne (1268-1339)
Pour les articles homonymes, voir Marie de Bretagne.
Marie de Bretagne (née en 1268 – morte le 5 mai 1339) est comtesse de Saint-Pol par son mariage avec Guy IV de Châtillon-Saint-Pol. Elle est la fille de Jean II de Bretagne et de Béatrice d'Angleterre.

## Mariage et descendance
Marie a épousé, le 22 juillet 1292, Guy IV de Châtillon-Saint-Pol, fils de Guy III de Châtillon-Saint-Pol, comte de Saint-Pol, et de Mathilde de Brabant, dont :
- Jean, comte de Saint-Pol, marié après 1319 avec Jeanne de Fiennes, sœur héritière du connétable Robert, fille de Jean de Fiennes et d'Isabelle de Flandre-Dampierre ;
- Jacques, seigneur d'Encre, mort sans postérité ;
- Mahaut, morte le 3 octobre 1358, troisième épouse de Charles de Valois, comte de Valois, fils puîné de Philippe III de France, roi de France, et d'Isabelle d'Aragon ;
- Béatrix, vivante en 1350, mariée, en 1315, à Jean de Termonde, seigneur de Crèvecœur et d'Alleux, fils de Guillaume de Termonde, et d'Alix de Clermont-Nesle ;
- Isabeau, mariée, au mois de mai 1311, à Guillaume Ier de Coucy, seigneur de Coucy et de Marle, fils d'Enguerrand V de Coucy et de Christine Lindsay de Baliol ;
- Marie, mariée, en 1321, à Aymar de Valence, comte de Pembroke ;
- Éléonore, mariée à Jean III de Malet de Graville ;
- Jeanne, vivante en 1353, mariée à Miles Ier de Noyers, seigneur de Maisey, gouverneur du comté d'Artois pour le roi.